# Manhattan School of Music

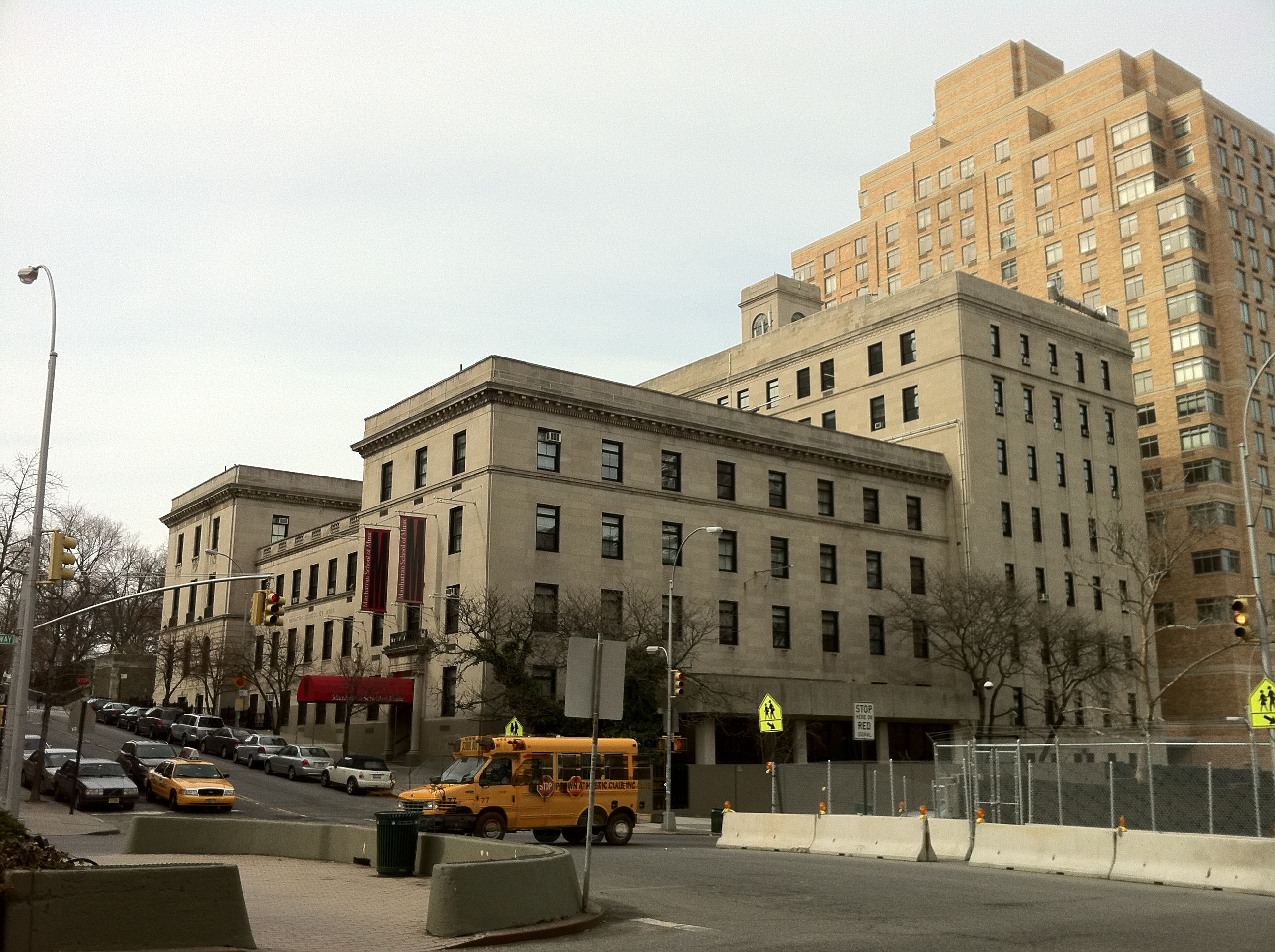
Manhattan School of Music

De Manhattan School of Music is een in 1917 opgerichte privé-hogeschool voor muziek in New York (sinds 1969 in de Claremont Avenue nabij de campus van de Columbia University), die klassieke muziek en jazz doceert. Ze is een van de toonaangevende conservatoria van de Verenigde Staten en heeft strenge opnamecriteria.
Tegenwoordig onderrichten daar 175 docenten meer dan 800 studenten uit ongeveer 40 landen (47% uit het buitenland, 75% van buiten New York). De school heeft ook een voorschoolse sectie, waarin ongeveer 500 leerlingen worden onderwezen (precollege). Veel studenten wonen in de schooleigen Anderson Hall.

## Geschiedenis
De school werd in 1917 opgericht door de pianiste Janet D. Schenck als muziekschool in de Upper East Side, waaraan reeds bekende muzikanten als Pablo Casals en de violist en pianist Harold Bauer doceerden. Vanaf 1943 werden bachelor-, vanaf 1947 master-afrondingen en vanaf 1974 werd de mogelijkheid tot promotie aangeboden. De school werd tot 1956 geleid door Schenck, daarna door de opera-bariton John Brownlee (1957-1669), die de verhuizing naar de huidige plek inleidde, maar voorafgaand overleed. Vanaf 1969 was de operadirigent George Schick de leider, die ook de opera-afdeling van de school uitbouwde. De volgende presidenten waren John O. Crosby (oprichter van de Santa Fe-opera) vanaf 1976, Gideon W. Waldrop vanaf 1986, Peter G. Simon vanaf 1989, Marta Casals Istomin vanaf 1992 en vanaf 2005 Robert Sirota (voormalig president van het Peabody Institute of the Johns Hopkins University).

## Faculteitsleden
- Cecil Bridgewater, jazztrompettist, componist
- Midori Goto, Japanse violiste
- David Liebman, tenor- en sopraansaxofonist
- Steve Slagle, jazzsaxofonist
- Steve Turre, jazzmuzikant
- Pinchas Zukerman, Israëlisch violist, altviolist en dirigent

## Alumni
- Angelo Badalamenti, componist
- Ahmed Best, acteur en muzikant
- Angela Bofill
- Donald Byrd, jazztrompettist
- Ron Carter, jazzbassist
- Harry Connick jr., zanger, pianist en acteur
- Nicolas Flagello
- Elliot Goldenthal, componist
- Dave Grusin, filmcomponist, jazzpianist
- Herbie Hancock, jazzpianist
- Stefon Harris, jazzvibrafonist
- Rupert Holmes, componist, songwriter en auteur
- Paul Horn, jazzmuzikant
- Billy Joel, zanger, pianist en songwriter
- Aaron Jay Kernis, componist
- Yusef Lateef, jazzmuzikant
- John Lewis, jazzmuzikant
- Herbie Mann, jazz- en fusionfluitist, componist
- Hugh Masekela, jazztrompettist, -bugelist, zanger en componist
- Jane Monheit, jazzzangeres
- Walter Murphy, pianist, componist
- Tobias Picker, componist
- Max Roach, jazzdrummer en componist
- Dawn Upshaw, zangeres
- Phil Woods, jazzmuzikant
- Miguel Zenón, jazzmuzikant